# Leżajsk (gemeente)
De gemeente Leżajsk is een landgemeente in het Poolse woiwodschap Subkarpaten, in powiat Leżajski.
De zetel van de gemeente is in Leżajsk.
Op 30 juni 2004 telde de gemeente 19 651 inwoners.

## Oppervlakte gegevens
In 2002 bedroeg de totale oppervlakte van gemeente Leżajsk 198,5 km², waarvan:
- agrarisch gebied: 62%
- bossen: 26%

De gemeente beslaat 34,05% van de totale oppervlakte van de powiat.

## Demografie
Stand op 30 juni 2004:
| Omschrijving                   | Totaal | Totaal | Vrouwen | Vrouwen | Mannen | Mannen |
| ------------------------------ | ------ | ------ | ------- | ------- | ------ | ------ |
| eenheid                        | aantal | %      | aantal  | %       | aantal | %      |
| inwoners                       | 19 651 | 100    | 9883    | 50,3    | 9768   | 49,7   |
| bevolkingsdichtheid (inw./km²) | 99     | 99     | 49,8    | 49,8    | 49,2   | 49,2   |

In 2002 bedroeg het gemiddelde inkomen per inwoner 1376,2 zł.

## Administratieve plaatsen (sołectwo)
Brzóza Królewska, Chałupki Dębniańskie, Dębno, Giedlarowa, Gwizdów-Biedaczów, Hucisko, Maleniska, Piskorowice, Przychojec, Rzuchów, Stare Miasto, Wierzawice.

## Aangrenzende gemeenten
Adamówka, Grodzisko Dolne, Krzeszów, Kuryłówka, Leżajsk - miasto, Nowa Sarzyna, Rakszawa, Sieniawa, Tryńcza, Żołynia